# 串本郵便局
串本郵便局（くしもとゆうびんきょく）は、和歌山県東牟婁郡串本町にある郵便局。民営化前の分類では集配普通郵便局であった。

## 概要
住所：〒649-3599 和歌山県東牟婁郡串本町串本2377

## 沿革
- 1875年（明治8年）12月1日 - 串本郵便局（五等）として開設[1]。
- 1885年（明治18年）5月1日 - 貯金取扱を開始。
- 1887年（明治20年）9月16日 - 為替取扱を開始。
- 1890年（明治23年）11月21日 - 串本郵便電信局となる。
- 1903年（明治36年）4月1日 - 通信官署官制の施行に伴い串本郵便局となる。
- 1956年（昭和31年）3月1日 - 西向郵便局[2]から電報配達事務の一部[3]を移管[4]。
- 1958年（昭和33年）12月1日 - 電話交換および電報配達事務の取扱を串本電報電話局に移管。
- 1979年（昭和54年）3月12日 - 潮岬郵便局（〒649-37→〒649-35→〒649-3502）から集配業務を移管。
- 1985年（昭和60年）11月5日 - 田並郵便局（〒649-34→〒649-35→〒649-3515）から集配業務を移管。
- 1990年（平成2年）10月1日 - 特定郵便局から普通郵便局に局種別改定。和深郵便局（〒649-33→〒649-35→〒649-3523）から集配業務を移管。
- 2000年（平成12年）8月14日 - 外国通貨の両替および旅行小切手の売買に関する業務取扱を開始。
- 2002年（平成14年）10月7日 - 大島郵便局（〒649-3699→〒649-3633）から集配業務を移管。
- 2006年（平成18年）9月25日 - 古座郵便局（〒649-4199→〒649-4122）から集配業務を移管[5]。
- 2007年（平成19年）10月1日 - 民営化に伴い、併設された郵便事業串本支店に一部業務を移管。
- 2012年（平成24年）10月1日 - 日本郵便株式会社の発足に伴い、郵便事業串本支店を串本郵便局に統合。

## 取扱内容
- 郵便、印紙、ゆうパック、内容証明
- 貯金、為替、振替、振込、国際送金、国債、投資信託
- 生命保険、バイク自賠責保険、自動車保険
- ゆうちょ銀行ATM
- 「649-35xx」「649-36xx」「649-41xx」区域（東牟婁郡串本町の全域、同郡古座川町の一部）の集配業務
- ゆうゆう窓口

## 風景印
- 図案は橋杭岩。局名表示は「串本」
- 使用開始日は1949年（昭和24年）4月10日

## 周辺
- 串本町役場
- 串本町文化センター

## アクセス
- JR紀勢本線 串本駅から徒歩約6分
- 熊野交通バス 串本駅停留所下車
- 国道42号沿い
- 駐車場あり：6台